# 蔡仁抱
蔡仁抱（1899年—1976年），曾用名蔡德弘、蔡纶、蔡岳，男，浙江吴兴人，中国摄影家。